# TGR5
TGR5とは、ヒトの消化管内に発現している胆汁酸受容体である。Gタンパク質共役受容体に分類される受容体であり、そのリガンドは胆汁酸であるため、GPBAR1（英語：G protein-coupled bile acid receptor 1）とも呼ばれる。さらに、Gタンパク質共役受容体の19番目の受容体という意味で、GPCR19（英語：G-protein coupled receptor 19）とも呼ばれる。また、細胞膜の表面に存在する胆汁酸受容体という意味で、M-BAR（英語：membrane-type receptor for bile acids）という言い方も存在する。本稿では、これ以降、この受容体をTGR5という表記に統一する。

## 遺伝子
TGR5はタンパク質であり、そのアミノ酸配列はDNAに暗号化して記録されている。なお、ヒトの第2染色体に、TGR5の遺伝子が存在する。これに対して、マウスの場合は第1染色体に遺伝子が存在する。

## 機能
TGR5は数多く存在するGタンパク質共役受容体の中の1つであり、ヒトの腸管に存在するL細胞に発現している。TGR5は、細胞表面で胆汁酸を検知すると、細胞内のcAMPの濃度を上昇させる。すなわちTGR5は、作動するとアデニル酸サイクラーゼを活性化させるGs受容体の1つである。
TGR5が作動すると、付近にいるマクロファージの機能を抑制する方向に作用すると同時に、生体のエネルギー消費を調整する。TGR5が作動した際に生体内で行われる事の1つとして、甲状腺ホルモンのチロキシン（T4）からヨウ素を1つ取り外して、より生理活性作用の強いトリヨードチロニン（T3）への変換が挙げられる。この変換によって、生体の甲状腺ホルモン受容体への作用が強まり、生体の基礎代謝量が増加する。なお、細胞内のMAPキナーゼを介した情報伝達経路によって、TGR5の活性化は沈静化される。